# Aschemocella
Aschemocella es un género de foraminífero bentónico de la familia Aschemocellidae, de la superfamilia Hormosinoidea, del suborden Hormosinina y del orden Lituolida. Su especie tipo es Aschemocella carpathica. Su rango cronoestratigráfico abarca el Campaniense (Cretácico superior).

## Discusión
Clasificaciones previas incluían Aschemocella en el suborden Textulariina del orden Textulariida o en el orden Lituolida sin diferenciar el suborden Hormosinina.

## Clasificación
Aschemocella incluye a las siguientes especies:
- Aschemocella carpathica †
- Aschemocella grandis †